# Chroniques fidèles survenues au siècle dernier à l’hôpital psychiatrique Blida-Joinville, au temps où le Docteur Frantz Fanon était chef de la cinquième division entre 1953 et 1956
Pour plus de détails, voir Fiche technique et Distribution.
Chroniques fidèles survenues au siècle dernier à l’hôpital psychiatrique Blida-Joinville, au temps où le Docteur Frantz Fanon était chef de la cinquième division entre 1953 et 1956 est un film algérien réalisé par Abdenour Zahzah et sorti en 2024. Il sort en France en 2025 sous un titre simplifié : Frantz Fanon.
Le film associe des séquences scénarisées à des images d'archives pour raconter le séjour du psychiatre, militant anticolonialiste et intellectuel Frantz Fanon, lorsqu'il était chef de service de l'hôpital psychiatrique de Blida, en Algérie alors colonisée par la France, avant son entrée en clandestinité dans le Front de libération nationale.

## Fiche technique
Sauf indication contraire, les informations mentionnées dans cette section peuvent être confirmées par les bases de données cinématographiques IMDb et Allociné,  présentes dans la section « Liens externes ».
- Titre original : Chroniques fidèles survenues au siècle dernier à l’hôpital psychiatrique Blida-Joinville, au temps où le Docteur Frantz Fanon était chef de la cinquième division entre 1953 et 1956
- Titre alternatif : Frantz Fanon (exploitation en France)
- Réalisation : Abdenour Zahzah
- Scénario : Abdenour Zahzah
- Musique : Toti Basso
- Décors : Maya Mancer
- Costumes : Asma Ben Naoum, Julia Didier
- Production : Abdenour Zahzah, Smaïl Lif
- Société de production : Centre algérien du développement du cinéma[1]
- Directeur de la photographie : Aurélien Py
- Pays de production :  Algérie
- Genre : drame, documentaire
- Durée : 90 minutes
- Dates de sortie :
  - Allemagne : 18 février 2024 (Berlinale)
  - France : 31 mars 2024 (clôture du festival Cinéma du réel[2]) ; 23 juillet 2025 (sortie nationale)
  - Tunisie : 19 février 2025[3]

## Distribution
Sauf indication contraire, les informations mentionnées dans cette section peuvent être confirmées par les bases de données cinématographiques IMDb et Allociné,  présentes dans la section « Liens externes ».
- Alexandre Desane : Frantz Fanon
- Gérard Dubouche : docteur Ramée
- Nicolas Dromard : le directeur de l'hôpital
- Omar Boulakirba : M. Charef
- Catherine Boskowitz : l'infirmière en chef
- Amal Kateb : Juliette, dite « Cléopâtre »
- Rachid Benallal : Nouï
- Chahrazad Kracheni : Josie Fanon
- Frédéric Restagno : le commissaire de police[4]

## Accueil

### Distinctions
Le film obtient le Prix spécial du jury au 14e festival du cinéma africain de Louxor (en) et le Prix Sankara de la critique au 29e Festival panafricain du cinéma et de la télévision de Ouagadougou.